# Pafos FC
Pafos FC (řecky: Πάφος FC) je kyperský fotbalový klub sídlící ve městě Pafos. Klub byl založen v roce 2014 sloučením klubů AEK Kouklia FC a AEP Pafos. Od roku 2015 hraje 1. Ligu. Své domácí zápasy hraje klub ve městě Pafos na stadionu Stelios Kyriakides Stadium.

## Umístění v jednotlivých sezonách
| Sezóny  | Liga         | Úroveň | Z | V | R | P | VG | OG | +/- | B | Pozice |
| ------- | ------------ | ------ | - | - | - | - | -- | -- | --- | - | ------ |
| 2014/15 | B' katigoría | 2      |   |   |   |   |    |    |     |   |        |

| Sezona  | Liga    | Umístění |
| ------- | ------- | -------- |
| 2015/16 | 1. Liga | 6        |
| 2016/17 | 1. Liga | 8        |
| 2017/18 | 1. Liga | 8        |